# Manantali
Manantali ist ein Ort in Mali/Westafrika und liegt ca. 80 km südlich von Mahina.
Bekannt ist Manantali durch den gleichnamigen Staudamm Manantali.
Zwischen 1981 und 1988, während der Bauzeit des Staudammes, ist der Ort von einer Größe von ca. 10 Lehmhütten zu einer Stadt von über 1000 Häusern angewachsen.
Das Camp der europäischen Bauarbeiter, welches nach der Bauphase des Staudammes an die Wartungsarbeiter übergeben wurde, gehört, obwohl es etwa fünf Kilometer entfernt ist, auch noch zum Ort Manantali.